# قوم ای

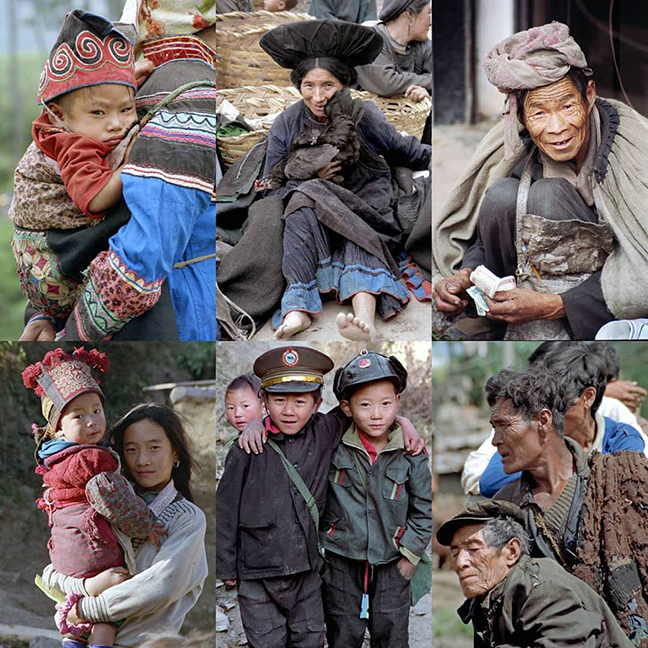
نوسویی سیاه از دالیانگشان

مردم یی یا ای یا نوسو (به زبان نوسو: ꆈꌠ) یک گروه قومی در جنوب چین هستند. آنها با تعداد نه میلیون نفر، هفتمین گروه بزرگ از ۵۵ گروه اقلیت قومی هستند که توسط دولت چین به رسمیت شناخته شده است. آنها عمدتاً در مناطق روستایی سیچوآن، یون‌نان، گوئیژو و گوانگشی و معمولاً در مناطق کوهستانی زندگی می‌کنند. استان خودمختار لیانگشان یای با دو میلیون از مردم ای در این منطقه بیشترین جمعیت این قوم را را در چین دارد. در ویتنام همسایه، تا تاریخ ۲۰۱۹ تعداد ۴۸۲۷ نفر مردمان لولو (Lô Lô people) (یک زیرگروهی از قوم ای) در استان‌های کائو بانگ، ها گیانگ و لائو کای در شمال این کشور (ویتنام) زندگی می‌کنند.
ای‌ها به زبان‌های مختلف لولو صحبت می‌کنند که به زبان برمه ای نزدیک است. تنوع پرستیژ زبان نوسو است که با خط ای (Yi script) نوشته شده است.

## محل زندگی
از بیش از ۹ میلیون جمعیت قوم ای، بیش از ۴٫۵ میلیون نفر در استان یون‌نان زندگی می‌کنند، ۲٫۵ میلیون نفر در استان سیچوآن جنوبی و ۱ میلیون نفر در گوشه شمال غربی استان گوئیژو زندگی می‌کنند. تقریباً تمام ای‌ها در مناطق کوهستانی اغلب در کناره‌های شیب‌های کوهستانی دور از شهرهای چین زندگی می‌کنند،

## زبان

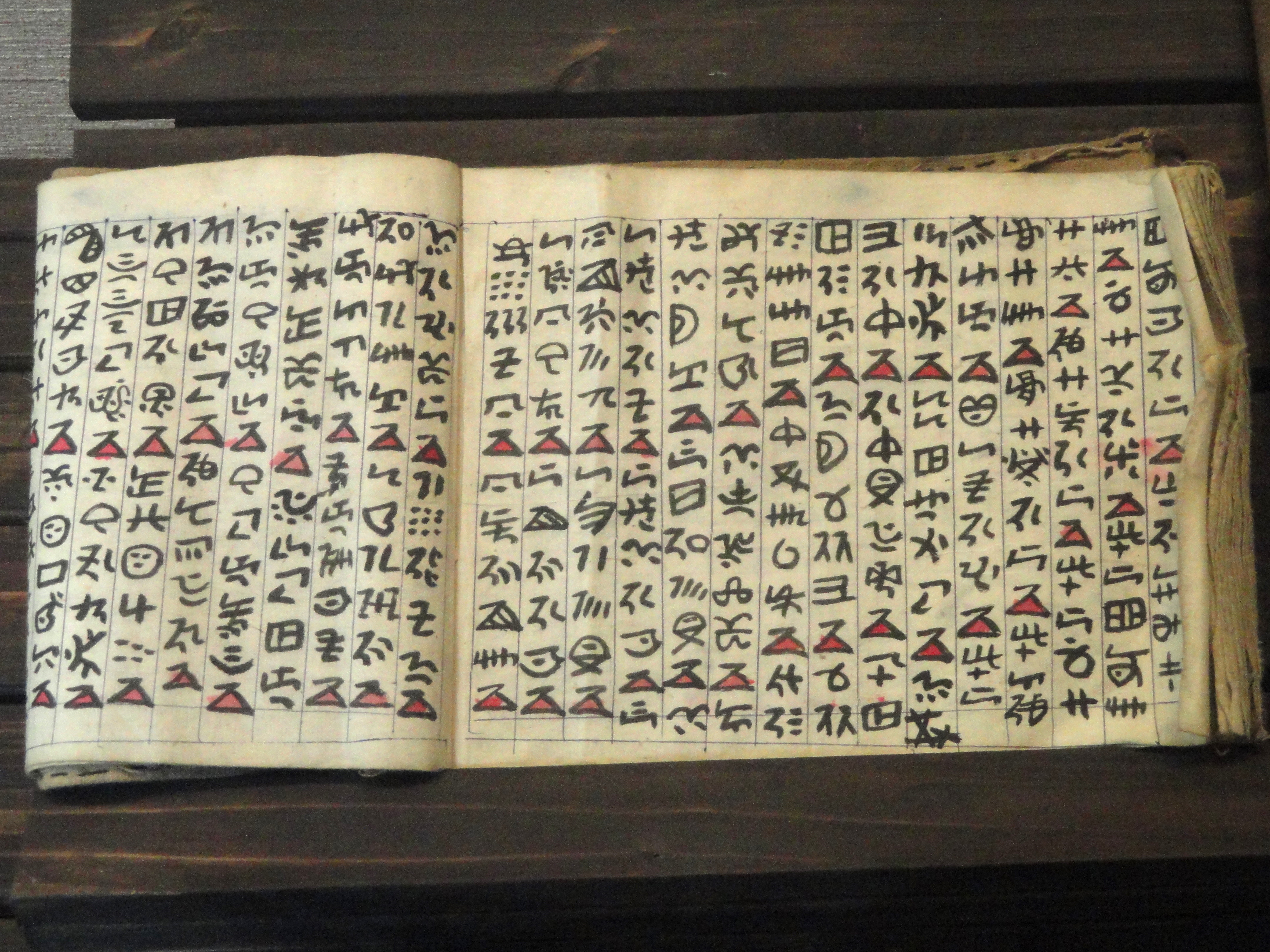
سند مذهبی به خط ای باستان

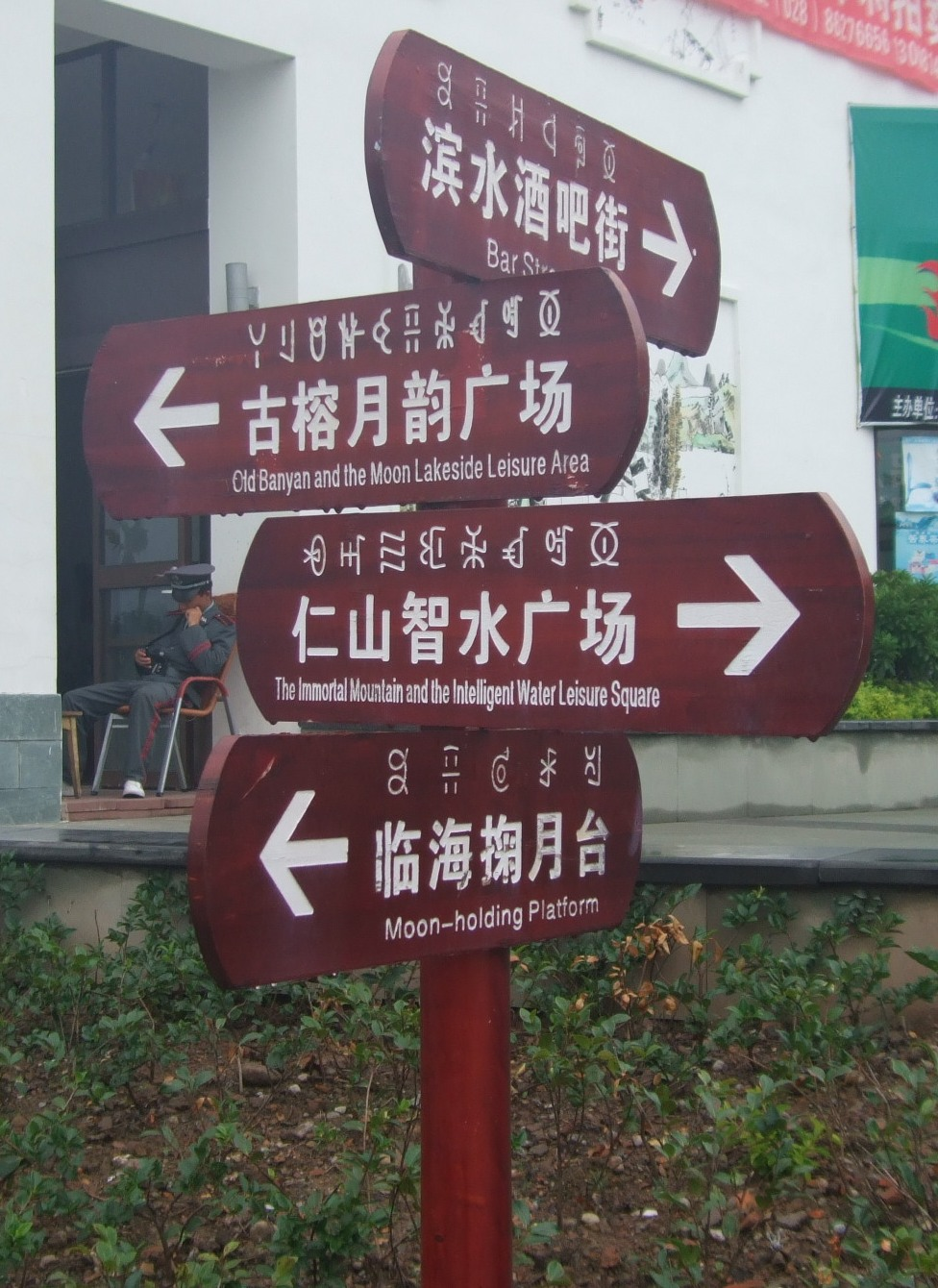
تابلوی راهنما به زبان ای مدرن

دولت چین شش زبان یی غیرقابل درک متقابل را از شاخه‌های مختلف خانواده لولویش به رسمیت می‌شناسد:
- ای شمالی (Nuosu 诺苏)
- ای غربی (Lalo 腊罗)
- ای مرکزی (Lolopo 倮倮泼)
- ای جنوبی (نیسو 尼苏)
- ای جنوب شرقی (Sani 撒尼)
- ای شرقی (Nasu 纳苏)

## فرهنگ

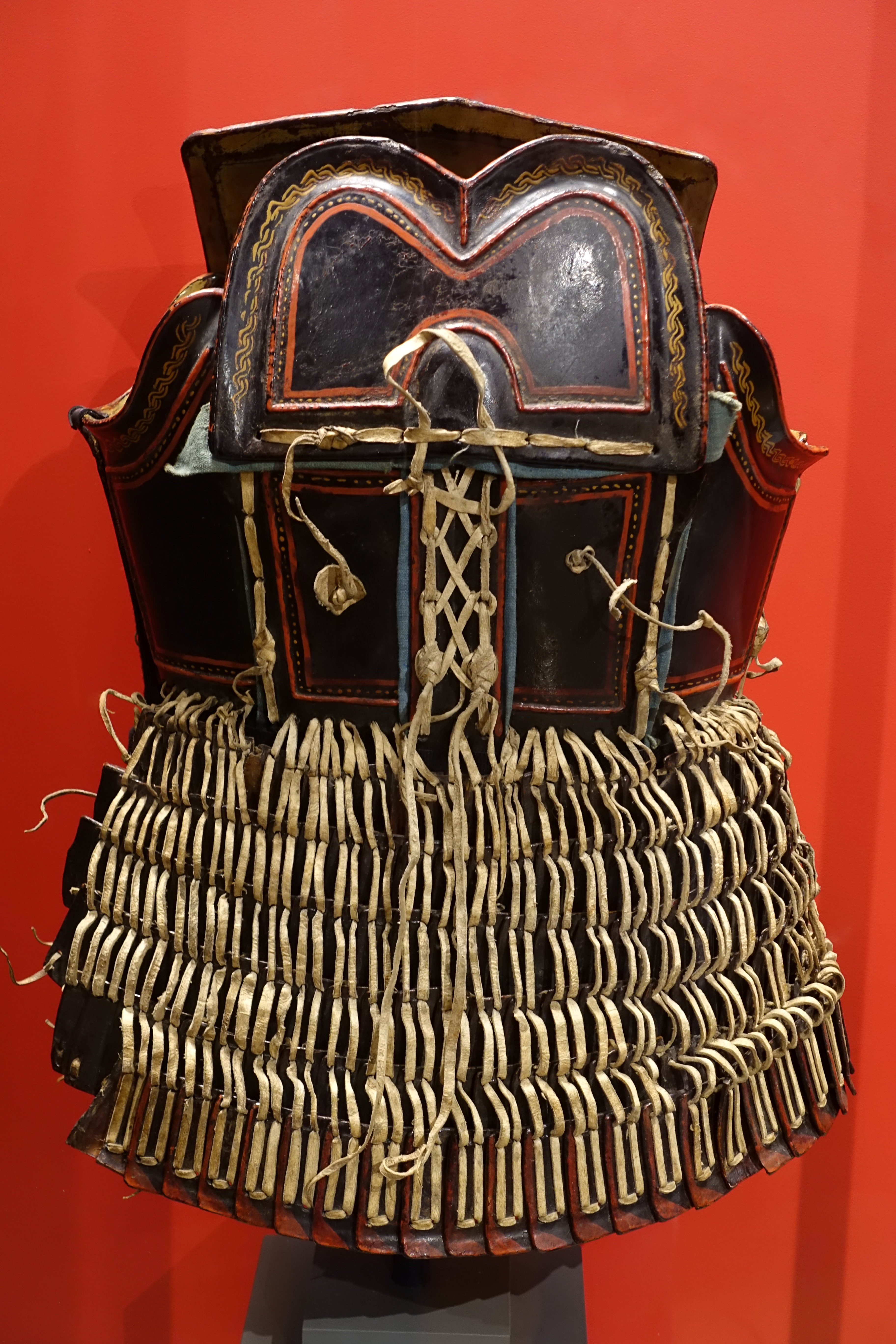
زره مردم ای، دودمان چینگ

### جنسیت
نسب و وراثت در جامعه یی به‌طور سنتی پدرسالاری بود و مردان به‌طور کلی برتر از زنان تلقی می‌شدند. مردان تعدد زوجات و ازدواج زن‌برادرگُزینی را انجام می‌دادند. زنان از شجره نامه شفاهی حذف می‌شدند. در برخی مناطق، زنان یی هنوز از نظر تحصیلات ابتدایی از مردان عقب هستند و تعداد بسیار کمی از زنان یی مربی آموزشی یا رهبران سیاسی می‌شوند. زنان یی به‌طور قابل توجهی بیشتر از زنان چینی هان نوشیدنی و سیگار می‌کشیدند. 

### نام‌ها
ای از سیستم نامگذاری پدرنامی استفاده می‌کند. آخرین کاراکتر نام پدر به اولین کاراکتر نام پسر تبدیل می‌شود. سپس آخرین کاراکتر نام پسر به عنوان اولین کاراکتر نام نوه استفاده می‌شود. نام کامل یی از نام قبیله، نام قبیله شاخه، نام پدر و نام خود شخص (مثلاً Aho Bbujji Jjiha Lomusse) تشکیل شده است. در این نام که به عنوان مثال آورده شده است Aho نام یک قبیله، Bbuji نام یک طایفه، Jjiha نام پدر، و Lomusse یک نام شخصی است؛ بنابراین این نام به معنای Lomusse پسر Jjiha از طایفه Bbujji از قبیله Aho است. در میان طایفه او را فقط لوموس می‌نامیدند و در میان قبیله او را جیها لوموس می‌نامیدند. نام‌های یی به ترتیب از پسوندهای - sse و - mo برای بیان مردانگی و مؤنث بودن استفاده می‌کنند.

### ادبیات
هنرمند کولت فو(Colette Fu)، نوه لانگ یون(Long Yun)، از سال ۱۹۹۶ تا کنون مدتی را صرف عکاسی از جامعه یی در استان یوننان کرده است. مجموعه کتاب‌های پاپ آپ او با عنوان ما مردم اژدهای ببر هستیم، شامل تصاویر بسیاری از گروه‌های یی است. 

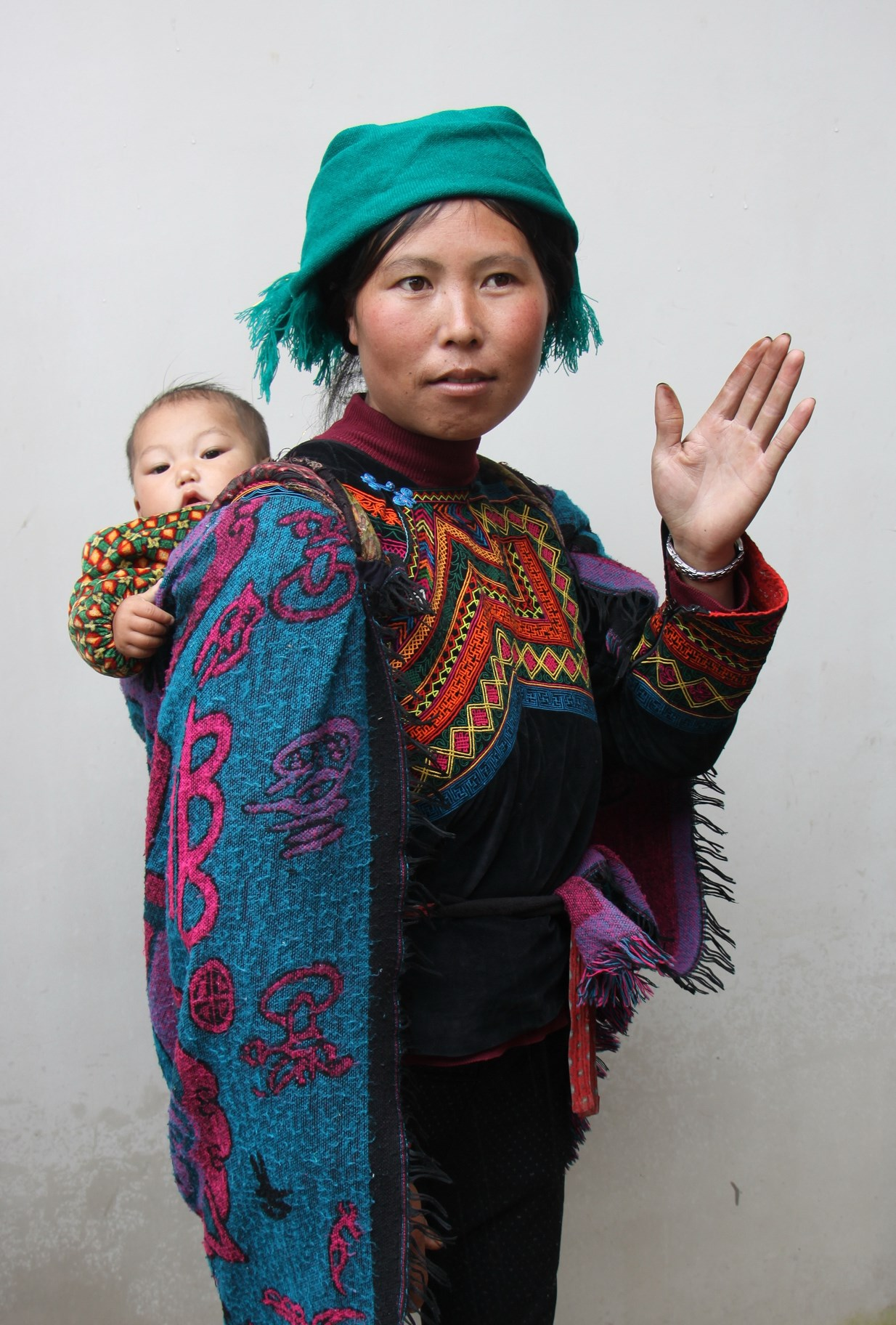
زن یی با لباس سنتی به همراه  کودک خود
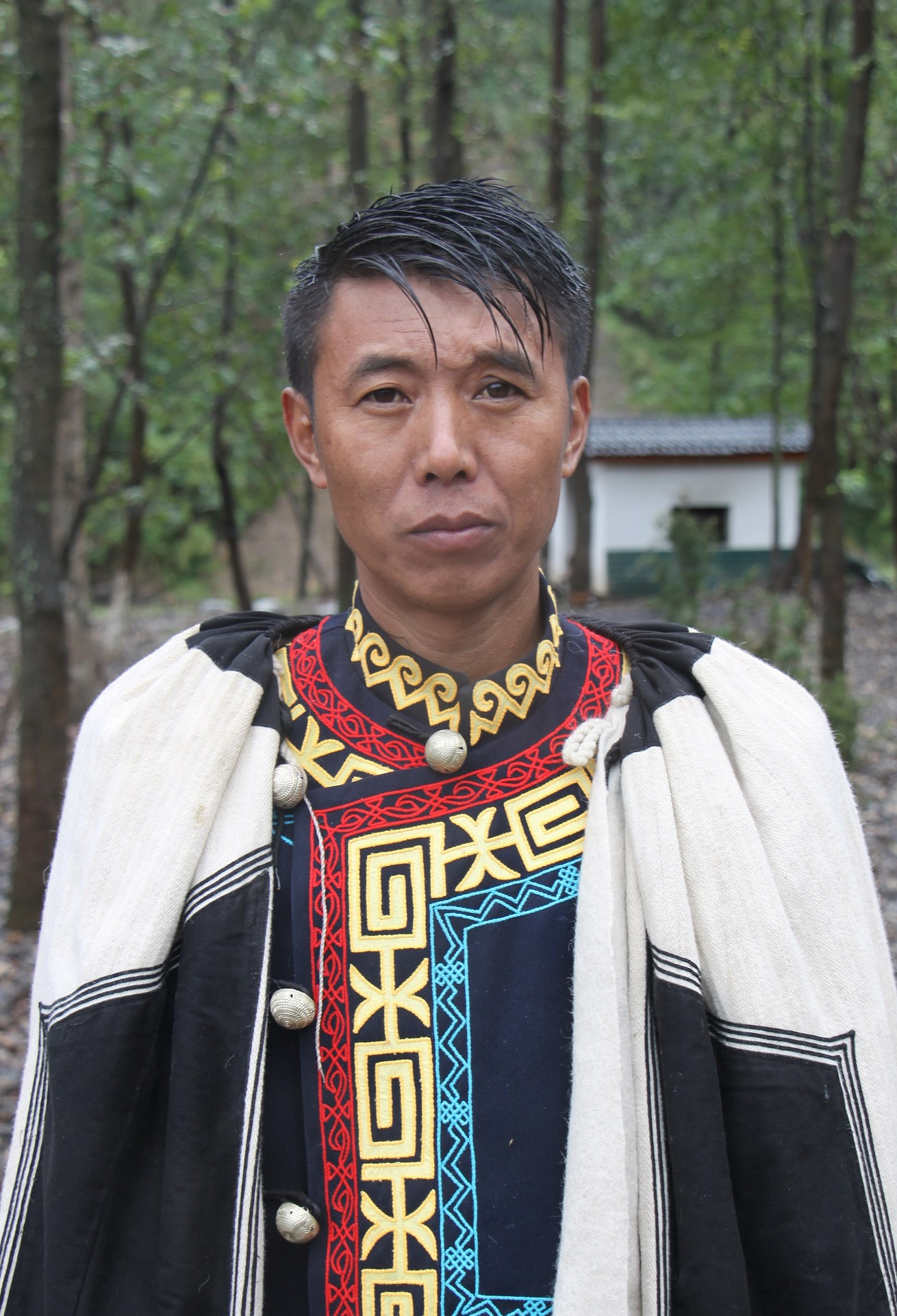
مردی از قوم ای با لباس سنتی

## دین

### بیموئیسم
بیموئیسم یک دین بومی است که دین بزرگ‌ترین گروه قومی در یوننان پس از مردم هان می‌باشد. نام این دین از مبلغ شمنیسم آن به نام بیمو(bimo) که به زبان و رسم‌الخط مردم ای مسلط بود و همواره ردای مشکی و کلاه بزرگ متمایزی بر تن داشت گرفته شده است
در یون‌نان، برخی از یی‌ها آیین بودا را در نتیجه تبادل نظر با سایر گروه‌های قومی عمدتاً بودایی حاضر در یوننان، مانند دای‌ها و تبتی‌ها پذیرفته‌اند. مهم‌ترین خدای بودیسم یی، ماهاکالا است، خدای خشمگین که در وجریانا و بودیسم تبتی یافت می‌شود. در قرن بیستم، بسیاری از مردم یی در چین پس از ورود کشیش مبلغ گلدستون پورتئوس(Gladstone Porteous) در سال ۱۹۰۴ و بعداً مبلغان پزشکی مانند آلفرد جیمز برومهال، جانت برومهال، روث دیکس و جوآن ولز از مأموریت داخلی چین(Gladstone Porteous)، به مسیحیت گرویدند. به گفته سازمان مبلغین OMF International، تعداد دقیق مسیحیان یی مشخص نیست. در سال ۱۹۹۱ گزارش شد که بالغ بر ۱۵۰۰۰۰۰ مسیحی یی در استان یوننان، به ویژه در شهرستان لوکوان که بیش از ۲۰ کلیسا دارد، وجود دارد.

## توزیع

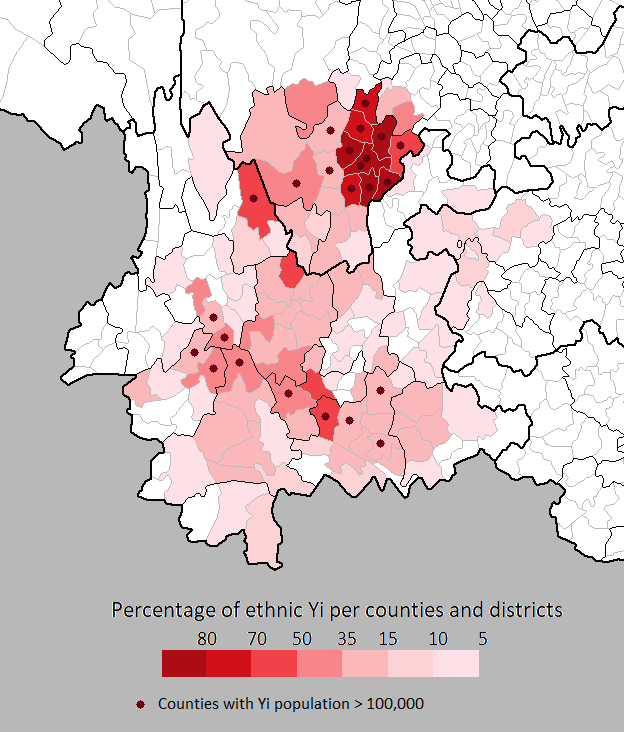
جمعیت قوم ای بر اساس شهرستان‌ها

در عکس/نقشه زیر موقعیت مکانی و توزیع افراد در قوم ای نشان داده شده است. 

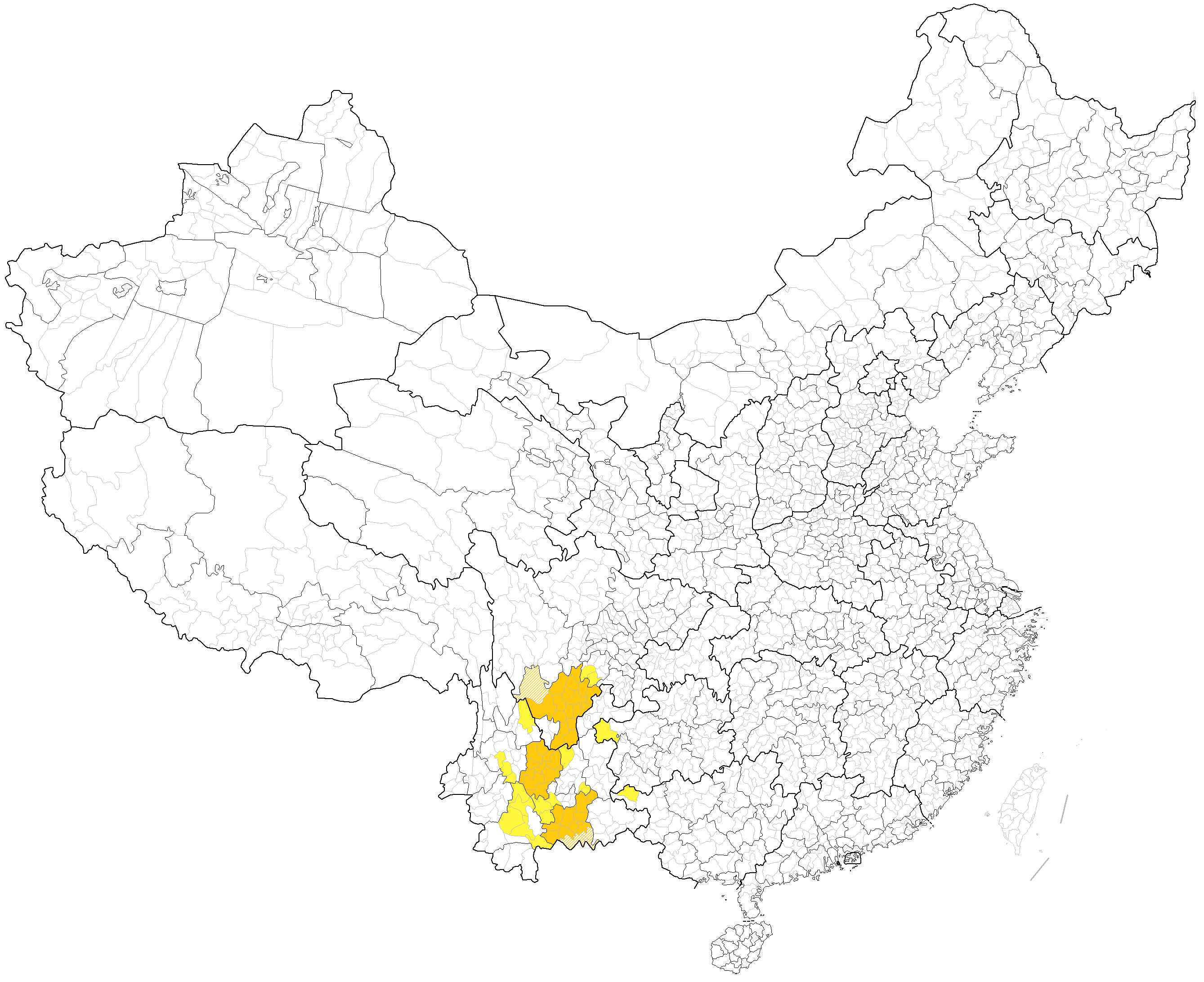
استان‌ها و شهرستان‌های خودمختار قوم ای در چین

## افراد قابل توجه
- وو جینگهوا (۱۹۳۱–۲۰۰۷)، دبیر سابق حزب کمونیست منطقه خودمختار تبت
- ژانگ لیین (۱۹۸۹–)، خواننده
- یانگ لیکون (Yang Likun)(1941–2000)، بازیگر

## نگارخانه

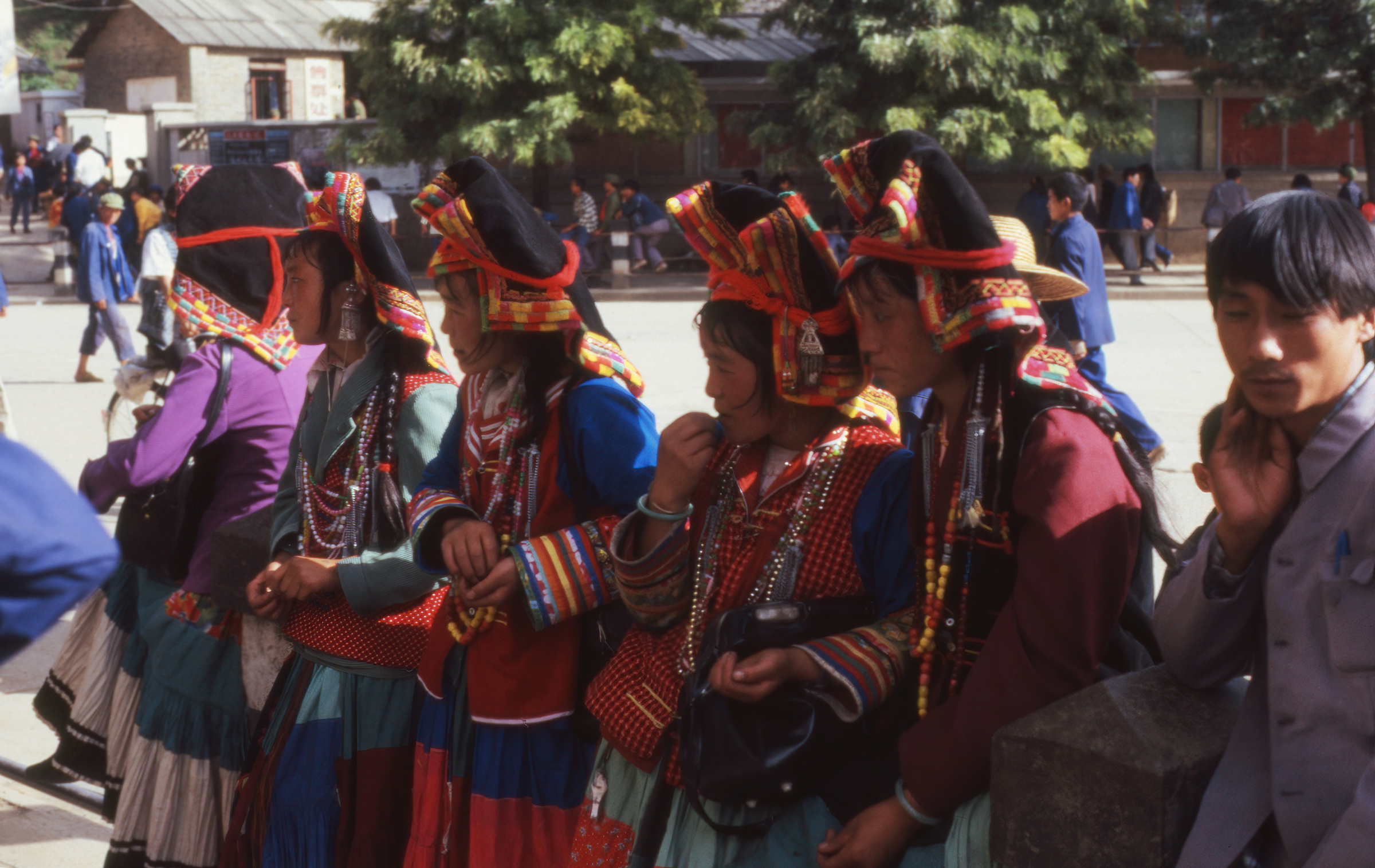
گروهی از دخترها
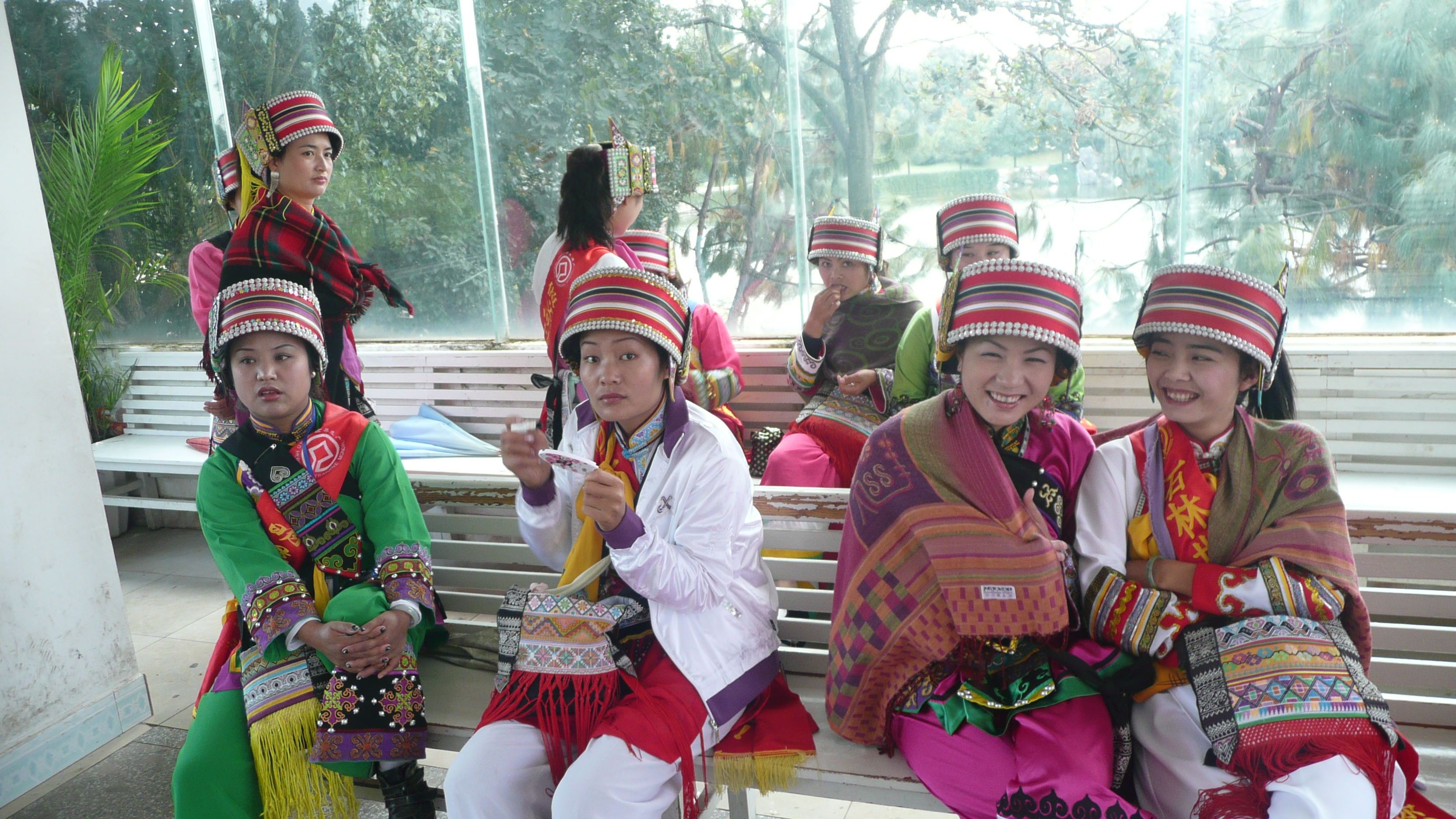
مردمان ای شهرستان شیلین،  استان یوننان
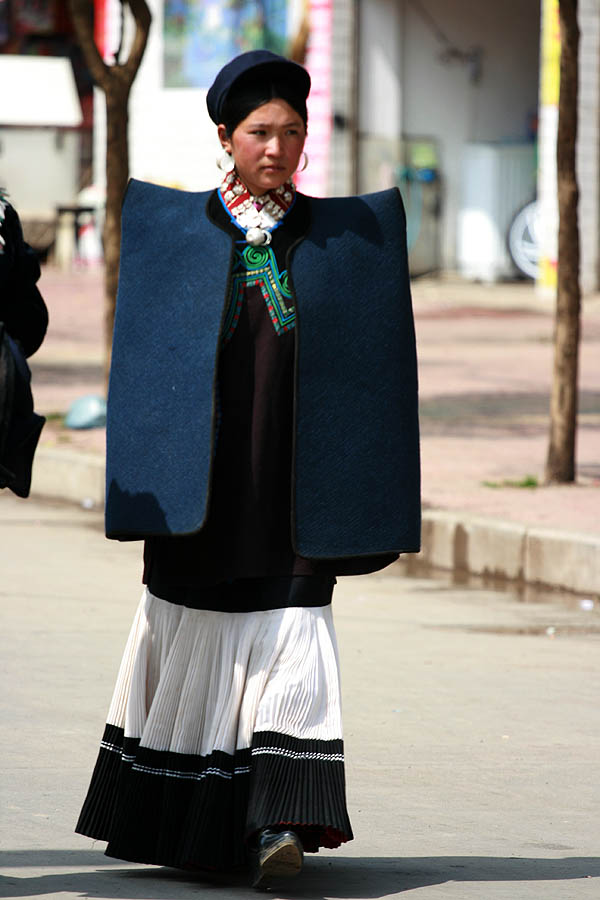
یک زن از شهرستان بوتواُ،  سیچوآن
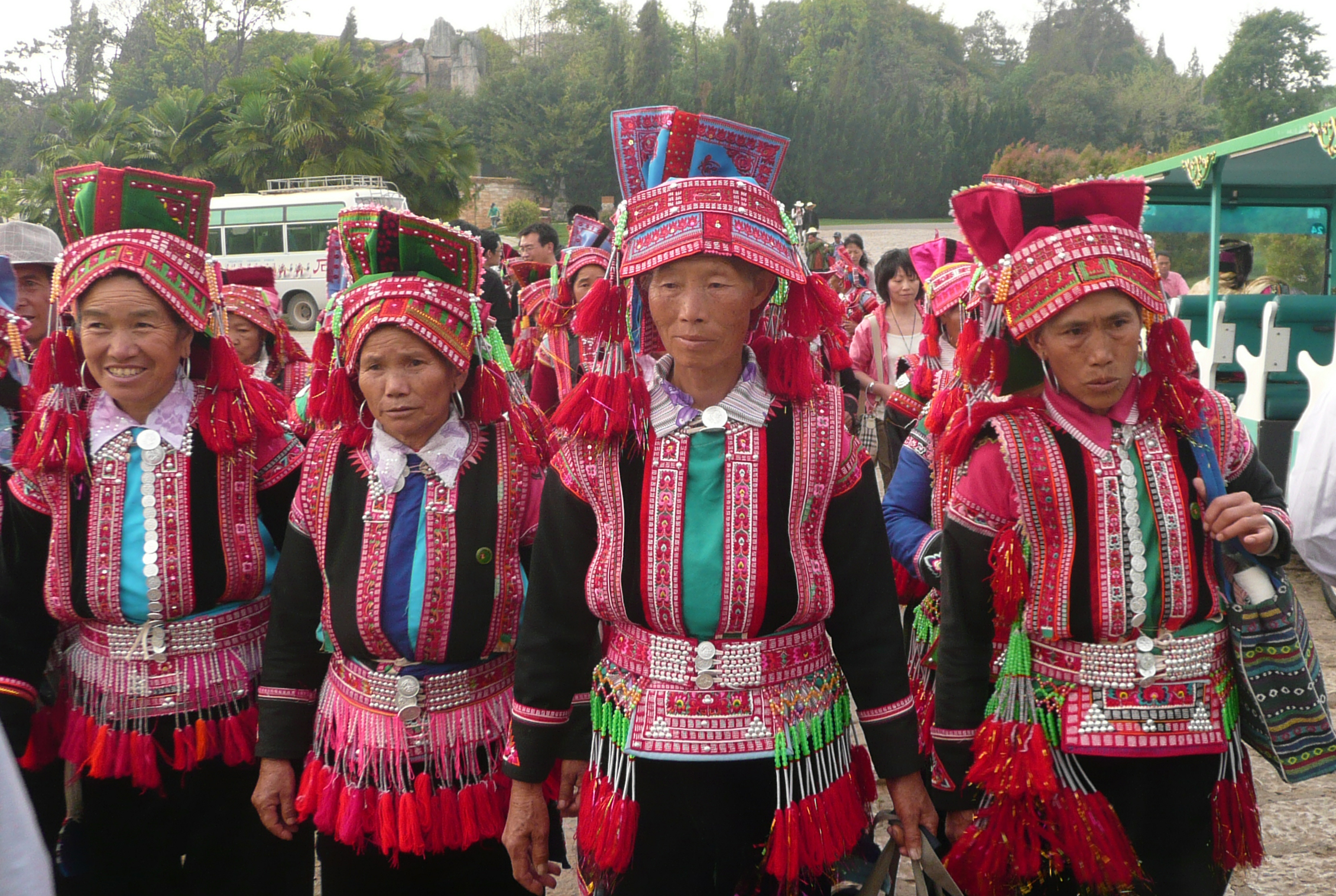
Huayao Yi women, Shiping County, Yunan Province
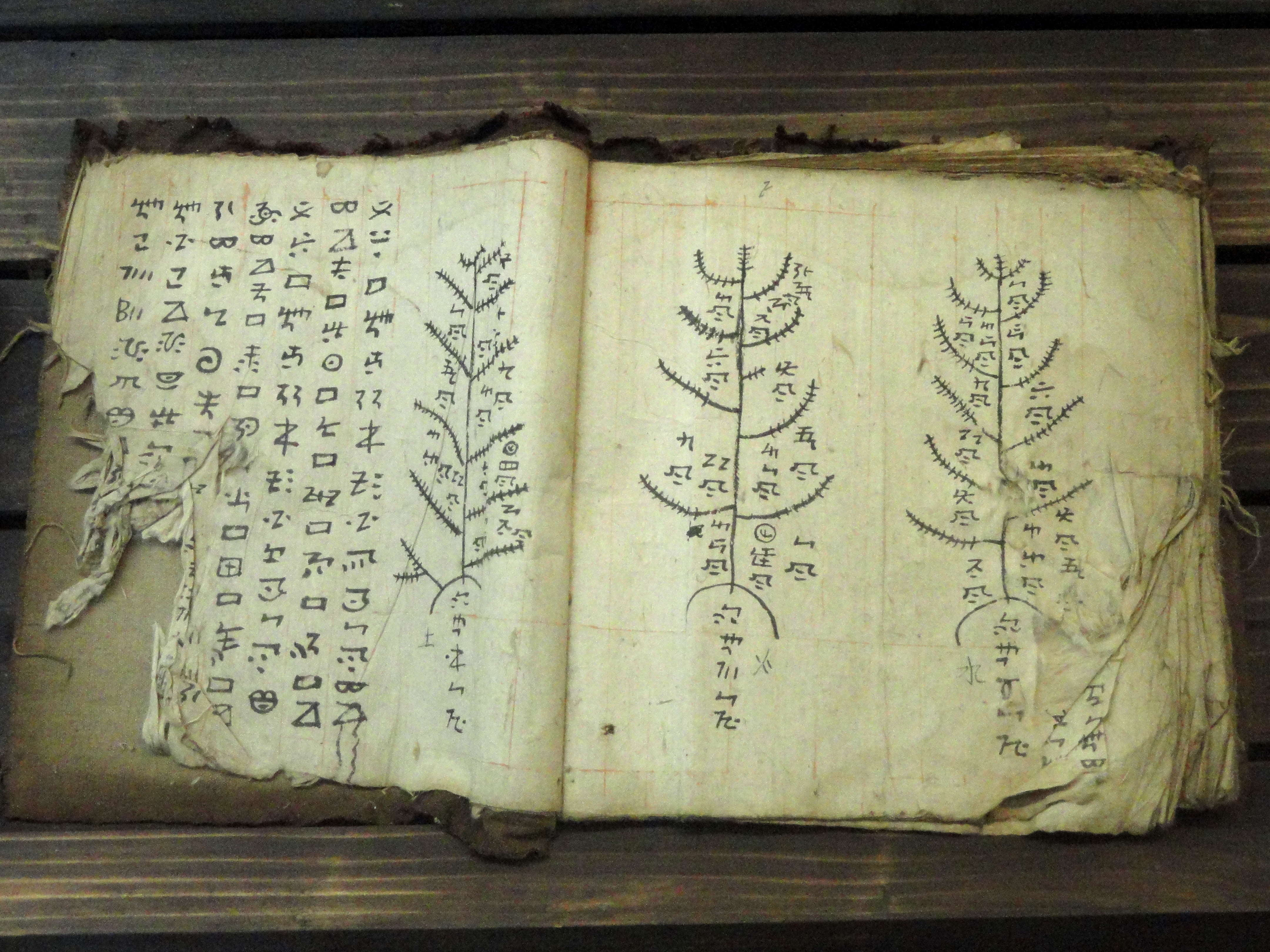
A family tree document in Yi script
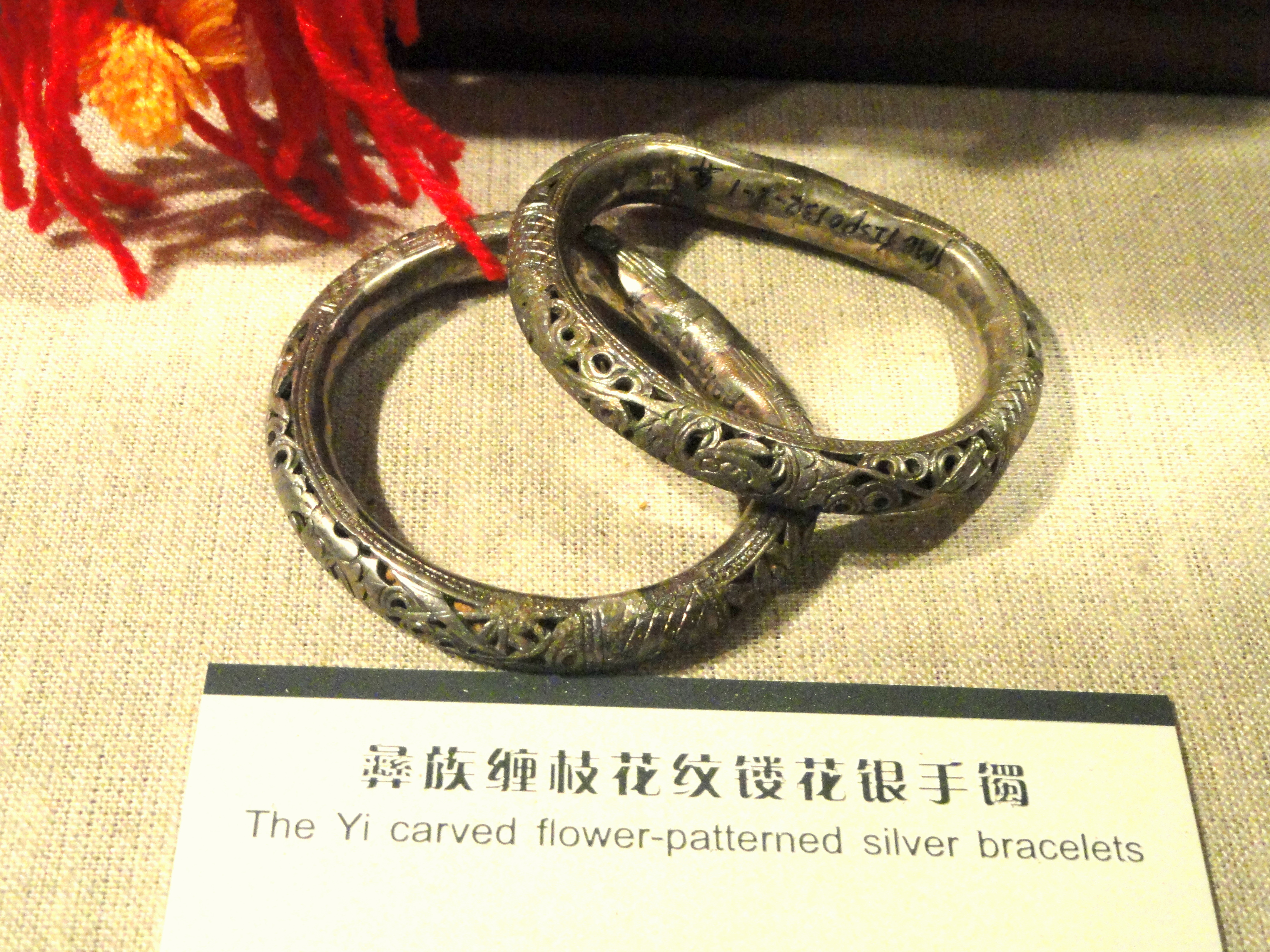
A Yi bracelet, Central Yunnan
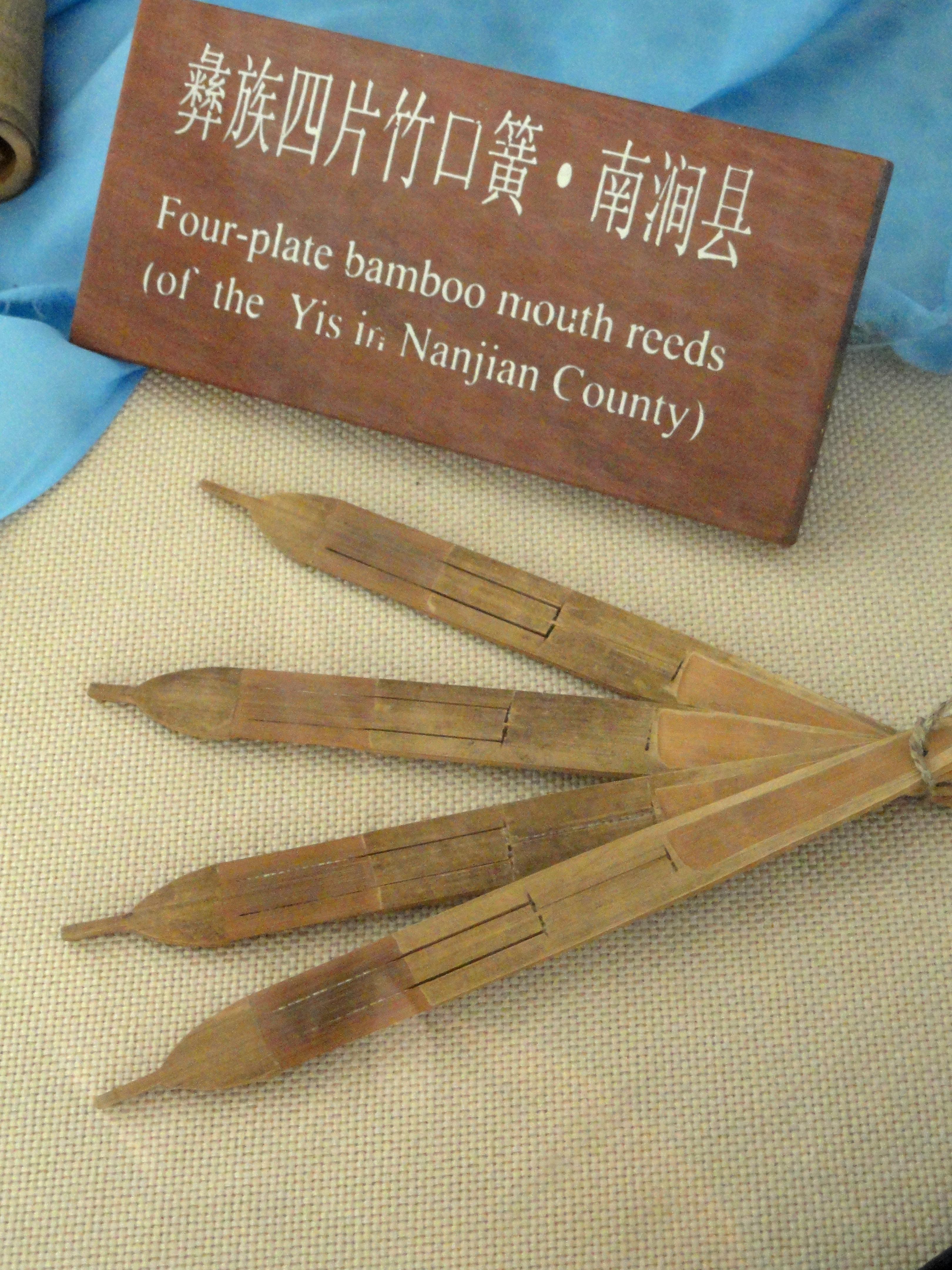
Yi musical instrument: bamboo harmonica
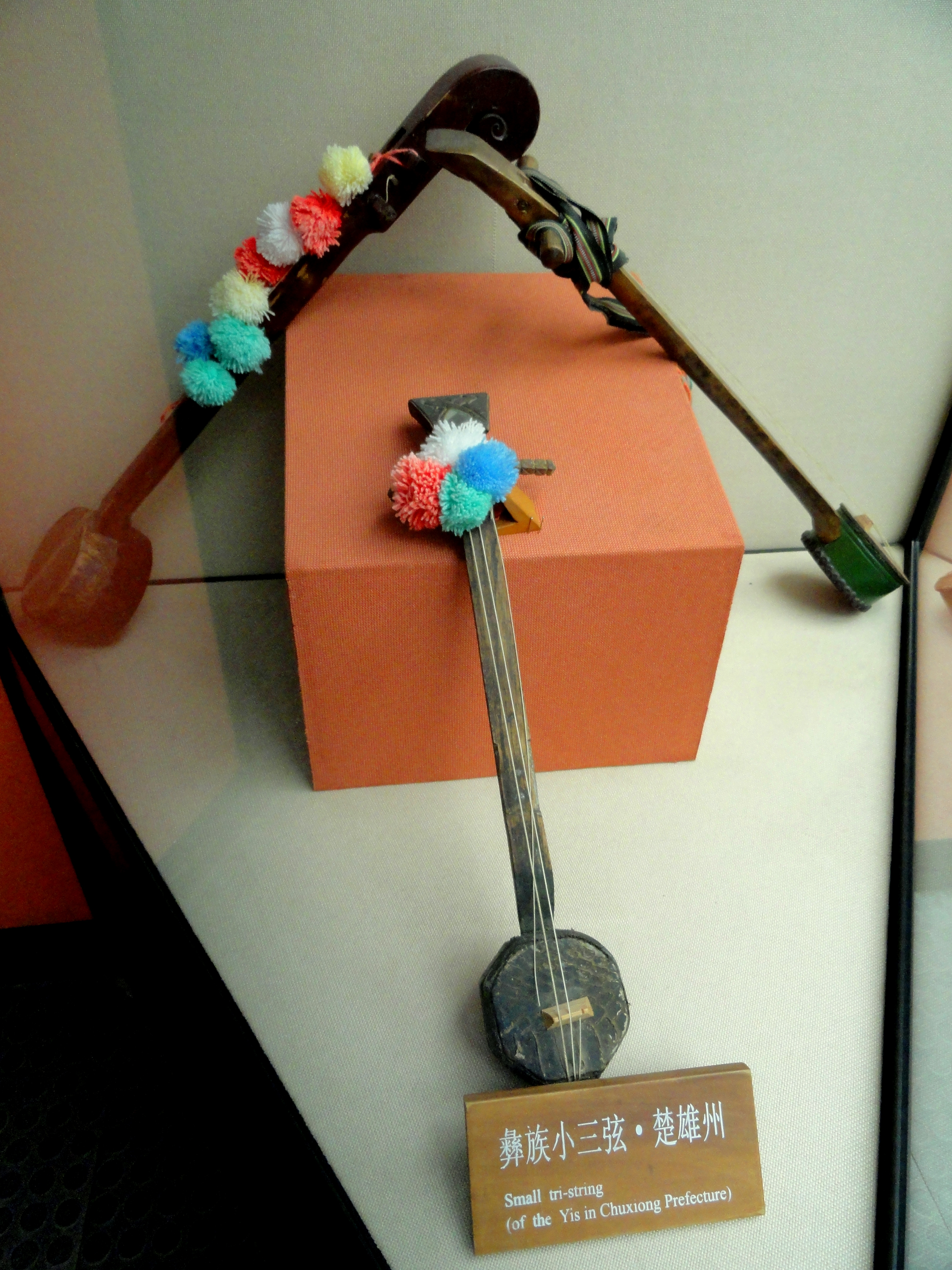
Yi musical instrument: three-strings
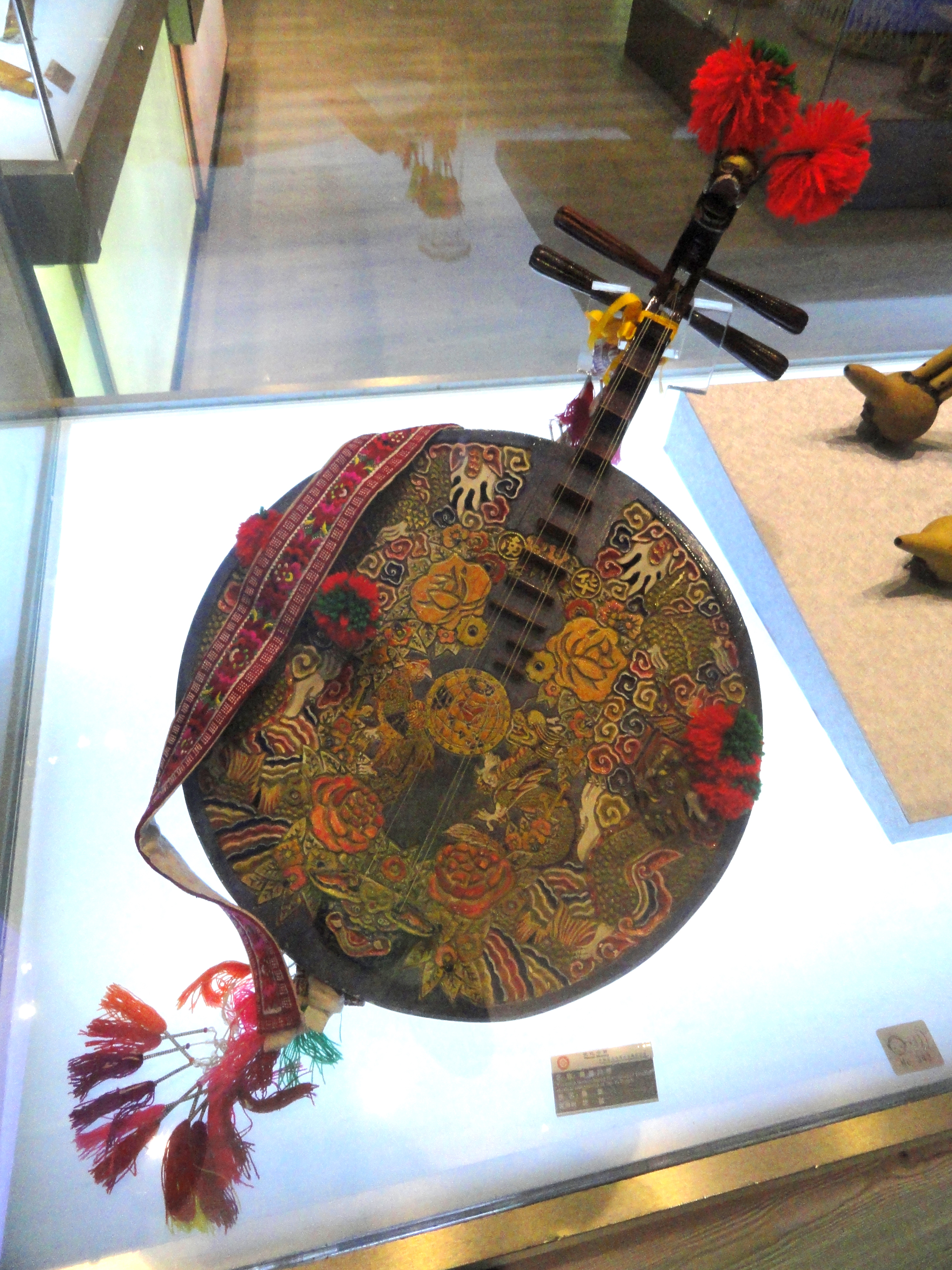
Yi musical instrument: phambe
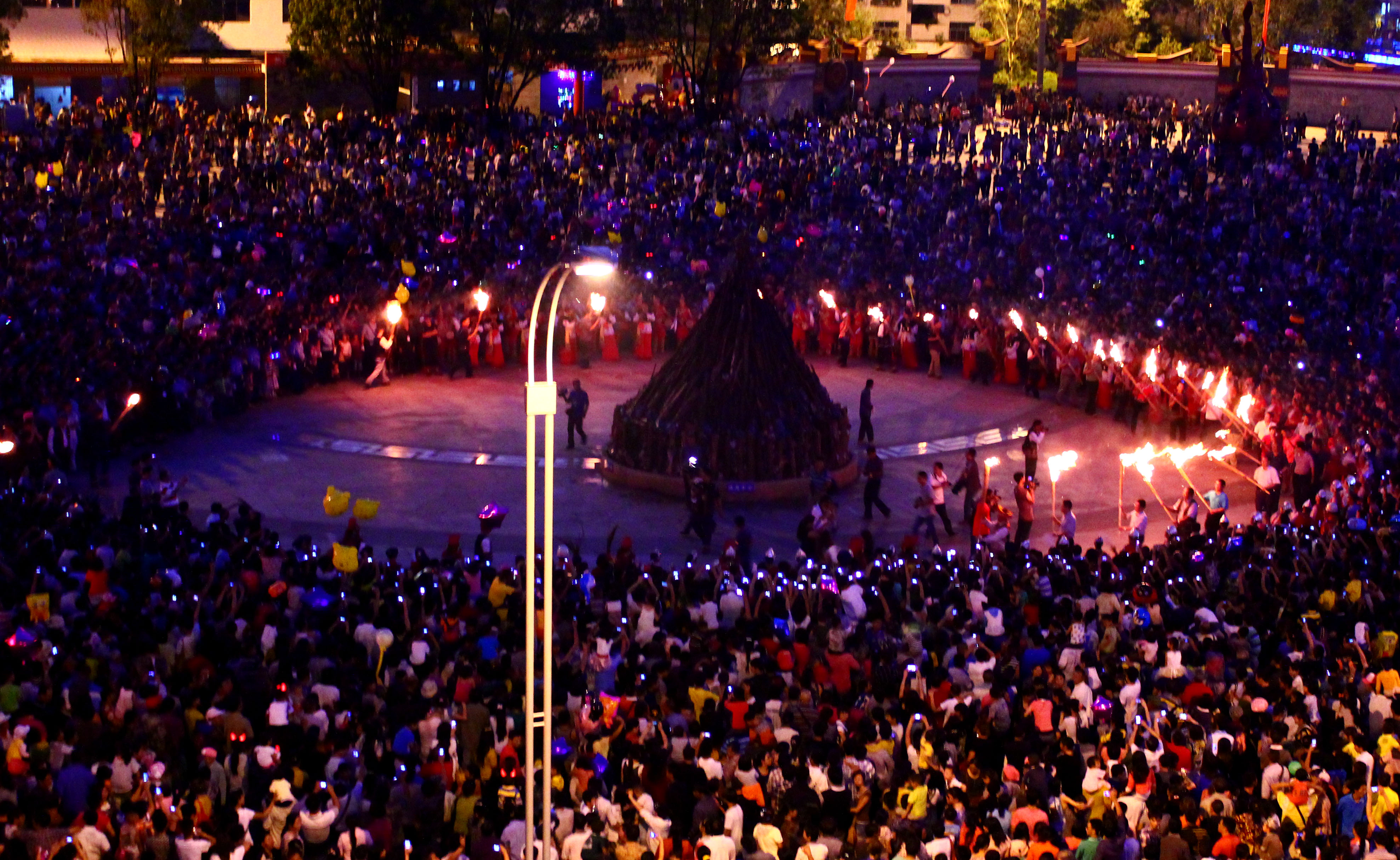
Fire Festival, Eshan County
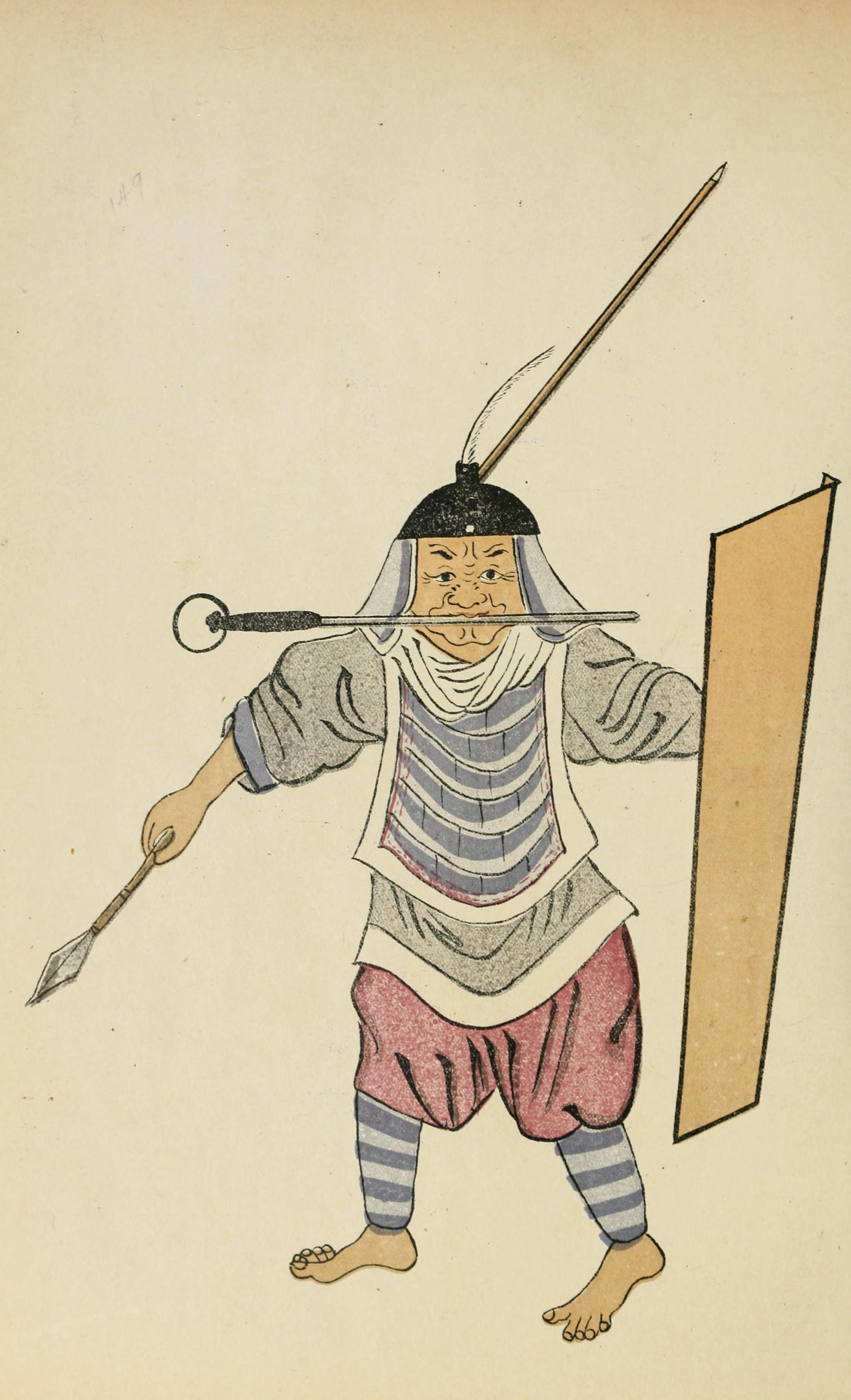
Yi warrior, 1910